# Theresa Breuer (Journalistin)
Theresa Breuer (* 10. Juli 1986 in Düsseldorf) ist eine deutsche Journalistin, Fotografin, Filmemacherin, Kriegsberichterstatterin und Aktivistin. Bekannt wurde sie 2021 durch die Rettung von Menschen aus Afghanistan im Rahmen der Kabul Luftbrücke.

## Leben
Breuer wuchs in Freiburg und Wiesbaden als Älteste von fünf Geschwistern einer Patchworkfamilie auf. Von 2007 bis 2011 studierte sie Publizistik und Politikwissenschaft an der Freien Universität Berlin und absolvierte danach eine Ausbildung in der 50. Lehrredaktion der Deutschen Journalistenschule in München. 2012 war sie Stipendiatin der Herbert-Quandt-Stiftung und lebte in Israel. Sie lieferte als freie Journalistin Berichte aus Tel Aviv, Jerusalem, Gaza und dem Westjordanland. Anfang 2013 berichtete sie aus Kairo über die Nachwehen der Revolution. Sie erhielt in dieser Zeit ein sechsmonatiges Stipendium der Studienstiftung des deutschen Volkes für Auslandsberichterstattung. Seit Anfang 2018 lebte und arbeitete sie für zwei Jahre in Kabul. Breuer veröffentlichte im Stern, der NZZ am Sonntag, Neon, Terra Mater und der Frankfurter Allgemeinen Sonntagszeitung.
2017 und 2018 drehte sie in Afghanistan ihren ersten Dokumentarfilm über afghanische Bergsteigerinnen An Uphill Battle, der verzögert fertig gestellt wurde.
Am 25. November 2022 wurde Theresa Breuer der 1. Urania Courage Preis verliehen. Die Laudatio hielt Elke Büdenbender.

## Soziales Engagement
Gemeinsam mit weiteren Unterstützerinnen und Unterstützern gründete Breuer 2021 die Kabul-Luftbrücke, um vor den Taliban in Afghanistan fliehende Menschen nach dem Abzug der USA und ihrer Verbündeten außer Landes zu bringen. Als Filmemacherin erkannte sie die Gefährdung für die Protagonistinnen ihres Filmes und weiterer Personen, die nicht auf den Evakuierungslisten standen. Sie nahm anfangs Kontakt mit Ruben Neugebauer, dem Gründer von Sea-Watch, auf. Der erste Plan war, mit einem Luxusflugzeug die Bergsteigerinnen und Übersetzer mit Familie auszufliegen. Dies scheiterte an der fehlenden Landeerlaubnis der damals zuständigen US-Amerikaner. Als Nächstes charterten sie aus Spendengeldern einen Airbus 320 und erhielten die militärische Genehmigung der NATO, auf dem Militärflughafen in Kabul zu landen. Mit diesem Flug wurden aufgrund der chaotischen Verhältnisse am Flughafen lediglich 18 Personen, nicht von ihrer Liste, sondern von der Portugals, gerettet. Der nächste Flug war erfolgreicher, da weitere Kontakte und eine Infrastruktur aufgebaut werden konnten. Es entstand die Kabul-Luftbrücke, eine Rettungsinfrastruktur, die nicht nur über den Luftweg, sondern auch über den Landweg agiert.
Stand Februar 2022 hat Breuer die Evakuierung von 1.400 Menschen aus Afghanistan organisiert. Dafür verhandelt sie beispielsweise mit Katar über sichere Escorten zum Flughafen, mietet Safe Häuser an, erstellt Fluglisten und chartert Maschinen, um die Menschen anschließend über Nachbarstaaten wie Pakistan oder Tadschikistan auszufliegen.
Finanziert wird die Kabul Luftbrücke durch Spenden.

## Werke

### Zeitungsreportagen (Auswahl)
- 2015: Koptische Christen kümmern sich in Kairo um die nachhaltige Müllentsorgung: Im Reich des Mülls[11]
- 2019: Inside the First Afghan Women’s Ascent of Mount Noshaq, Outside, 8. April 2019[12]
- 2019: Der Himmel ist das Limit, NZZ am Sonntag, 12. Mai 2019[13]
- 2020: „Momentan ernähren meine Schwester und ich unsere sechsköpfige Familie“, von Theresa Breuer und Maria Klenner (Fotos), Spiegel vom 25. Oktober 2020[14]

### Fernsehbeiträge (Auswahl)
- 2020: Re: Corona in Jerusalem – Ostern im Ausnahmezustand, Arte[15]
- 2020: Re: Wem gehört das Heilige Land? – Deutsche Siedler im Westjordanland, Arte[16]
- 2020: Re: Ultraorthodoxe Aussteiger – Neues Leben für Juden in Deutschland, Arte[17]
- 2020: Nach der Explosion in Beirut – die Kunstszene schöpft Hoffnung, ARTE tracks[18]
- 2020: „Nichts wie weg“: Libanons Jugend auf der Flucht, ZDF auslandsjournal, 20. Oktober 2020[19]
- 2020: Soul of the city: Beirut's cultural decline, Deutsche Welle[20]
- 2020: Ultraorthodoxe Juden – Wie schwer fällt der Ausstieg aus der Gemeinschaft in Jerusalem? Erstausstrahlung am 28. Mai 2020 im ZDF.[21]

### Film
- An Uphill Battle, D/USA 2021, Regie: Theresa Breuer, Erin Trieb

### Beiträge über die Aktivistin undKabul-Luftbrücke(Auswahl)
Fernseh- und Radioberichterstattung
- Theresa Breuer, Initiative "Luftbrücke Kabul", zur Evakuierung afghanischer Ortskräfte, in: Tagesthemen, Das Erste, Sendetermin 30. August 2021, 22:47 Uhr[22]
- Andreas Krieger: Wie Theresa Breuer die Kabul Luftbrücke gründete, ttt, Das Erste, Sendetermin 17. Oktober 2021, 23:35 Uhr[23]
- Interview mit Theresa Breuer: Hilfe für Ortskräfte aus Afghanistan, in: SWR1 Leute, SWR1, Sendetermin Sonntag, 28. November 2021, 10:00 Uhr, Leute, SWR1 Rheinland-Pfalz[24]
- Anna Meinecke: Theresa Breuer rettet Menschen aus Afghanistan, in: hr, Sendetermin 27. Oktober 2021, 07.15 Uhr[25]
- Katrin Eigendorf:  Hilferufe aus Afghanistan. Luftbrücke aus Kabul geht weiter, in: auslandsjournal, ZDF, Sendetermin 28. Januar 2022.[26]

Berichte in Printmedien/online
- Muriel Kalisch: Initiative »Luftbrücke Kabul«. »Lass uns ein Flugzeug mieten«, in: Spiegel online, 5. September 2021.[27]
- Jonas Roth: »Wir haben die moralische Pflicht, diesen Leuten zu helfen« – wie eine deutsche Journalistin Menschen aus Afghanistan evakuiert, Neue Zürcher Zeitung online, 28. Oktober 2021.[28]
- Nico Schnurr: Theresa Breuer. Sie rettete 800 Menschen aus Afghanistan, als die Bundeswehr schon abgezogen war in: Stern online, 5. Dezember 2021.[29]
- Theresa Breuer: Haltung zeigen!, Interview, Brigitte online, 10. Januar 2022.[30]
- Annika Ross: Theresa Breuer: Die Luftbrücke, in: Emma, 23. Februar 2022[31]

## Auszeichnungen (Auswahl)
- 2012: Stipendium der Herbert-Quandt-Stiftung
- 2013: Stipendium der Studienstiftung des deutschen Volkes
- 2020: Memento Medienpreis (Recherchestipendium), gemeinsam mit Vanessa Schlesier
- 2022: Urania Courage Preis für das Engagement der „Kabul Luftbrücke“[32]